# 歸義郡
归义郡，中国南北朝时设置的郡。
- 南梁天监八年（509年）置归义郡，属东徐州。治所在今江苏省宿迁市一带。太清三年（549年）归义郡被东魏占领，东魏将南梁东平郡、阳平郡、清河郡、归义郡四郡合并为高平县，高平县属高平郡。隋文帝开皇三年（583年）废高平郡，高平县改名徐城县，徐城县属泗州。
- 南梁的穰县，西魏改为义清县，属归义郡（在今湖北省襄阳市西南）。北周废归义郡及左安、开南、归仁三县归入义清县，属襄州武泉郡。